# Norman Wells
Norman Wells är en ort i Kanada.   Den ligger i territoriet Northwest Territories, i den centrala delen av landet, 3 800 km nordväst om huvudstaden Ottawa. Norman Wells ligger 17 meter över havet och antalet invånare är 1 027. Den ligger vid sjön Sherwood Lake.
Terrängen runt Norman Wells är platt åt sydväst, men åt nordost är den kuperad.Runt Norman Wells är det mycket glesbefolkat, med 7 invånare per kvadratkilometer.. 
Norman Wells Airport ligger nära orten.